# Казанжи Зоя Іванівна
Зоя Казанжи (нар. 30 травня 1968, с. Лиман, Білгород-Дністровський район, Одеська область) — українська журналістка, міжнародна медіа-тренерка, громадська діячка, письменниця, одеська блоґерка. Член Українського ПЕН.

## Біографія
Народилася в селі Лиман Татарбунарського району на Одещині. Закінчила Інститут журналістики Київського університету імені Шевченка. Працювала кореспонденткою, оглядачкою, завідувала відділом у газетах Одещини. Була головною редакторкою тижневика «Слово». Керувала прес-службою ЦВК, коли комісію очолював Сергій Ківалов. Від 2002 року працює медіаконсультанткою та медіатренеркою у програмах ОБСЄ. Власниця й директорка креативного бюро «Жаба». Була активною учасницею Одеського Євромайдану. У 2014—2015 роках працювала радницею голови Одеської ОДА Ігоря Палиці. Була призначена на посаду заступника голови Одеської ОДА.
Одружена. З чоловіком, Геннадієм Казанжи, знайома з дитячого садка. Має доньку, онука і дві онучки.

## Творчість
У 2014 році у «Видавництві Старого Лева» українською та російською мовами вийшла книжка «Якби я була» / «Если бы я была» з ілюстраціями Даші Ракової, український переклад — Оксани Думанської. У підзаговоловку книги визначено її жанр — «Міські історії у facebook-стилі»[джерело?].
У 2017 році у тому ж видавництві вийшла її друга прозова збірка — «Щось таке як любов».
У 2016 році взяла участь у проєкті Мар'яни Савки «12 неймовірних жінок про цінності, які творять людину», обравши своєю цінністю й темою публічної бесіди незалежність. Інтерв'ю з нею уміщено в однойменній книзі, що вийшла 2017 року.
2024 року у Видавництві Старого Лева вийшла збірка віршів "Марта й інші жінки", де вміщено 46 поезій переважно верлібром. Тема - жінка  материнство і війна з росією. 